# Rainer Zietsch
Rainer Zietsch (* 21. November 1964 in Gauangelloch/Leimen) ist ein ehemaliger deutscher Fußballprofi und heutiger -trainer. Seit 2016 ist Zietsch Co-Trainer unter Christian Wück als Trainer bei den deutschen U15- und U17-Junioren. Zuletzt war er auch Co-Trainer bei den Würzburger Kickers.

## Karriere

### Vereine
Nach dem Abitur begann Zietsch 1983 beim SV Sandhausen seine Profikarriere. Nach einem Jahr wechselte er zum VfB Stuttgart, mit denen er 1984 deutscher Meister wurde. Im Jahr 1986 stand er mit dem VfB im DFB-Pokal Finale, welches mit 5:2 gegen den FC Bayern München verloren wurde. 1989 erreichte Zietsch mit seinem Team das UEFA-Pokal Finale. Stuttgart verlor nach zwei Finalspielen gegen die SSC Neapel. Er bestritt insgesamt 134 Bundesligaspiele für den VfB. Anschließend wechselte er zum Ligakonkurrenten Bayer 05 Uerdingen, für die er zwei Jahre lang spielte, bevor er 1991 zum 1. FC Nürnberg wechselte. Dort absolvierte er 140 Ligaspiele und stieg 1994 mit dem Club in die zweite Liga ab. Im Jahr 1996 heuerte er beim Erzrivalen Greuther Fürth an, mit denen er 1997 in die zweite Liga aufsteigen konnte. Die Zweitligasaison beendete Fürth auf dem neunten Platz und Zietsch beendete seine aktive Karriere.
Insgesamt bestritt Zietsch 265 Bundesliga- und 67 Zweitligaspiele, in denen er insgesamt 18 Tore schoss, 42 gelbe, 2 gelb-rote und 2 rote Karten erhielt.

### Nationalmannschaft
Am 8. September 1981 gab Zietsch sein Debüt in der U-18-Nationalmannschaft, die in Zülpich mit 2:1 gegen die Auswahl Frankreichs gewann. Sein einziges Länderspieltor in 16 Begegnungen erzielte er am 12. Januar 1983 in Leningrad bei der 2:3-Niederlage gegen die Auswahl der ČSSR während des „Granatkin-Gedächtnisturnier“. Sein letztes Länderspiel für diese Auswahlmannschaft bestritt er am 17. Mai 1983 in Liverpool beim 3:1-Sieg gegen die Auswahl Bulgariens.
Für die U-16-Nationalmannschaft absolvierte er sechs Länderspiele. Sein Debüt erfolgte erst nach seinem Debüt in der U-18-Auswahlmannschaft am 24. November 1981 in Lingen (Ems) im Qualifikationsspiel zum 1. UEFA-Wettbewerb der U-16 beim 4:1-Sieg gegen die Auswahl der Niederlande. In diesem bestritt er die beiden Viertelfinalbegegnungen gegen die Auswahl der DDR (1:1 am 6. März 1982 in Pirna und 3:2 am 17. März 1982 in Kassel), sowie das Halbfinale am 5. Mai 1982 in Senigallia (Italien) beim 2:1-Sieg gegen die Auswahl Jugoslawiens und das mit 0:1 gegen die Auswahl Italiens am 7. Mai 1982 verlorene Finale in Falconara Marittima.

### Trainerkarriere
Sein Studium der Betriebswirtschaftslehre an der Fachhochschule Nürnberg (Vorgängereinrichtung der Technische Hochschule Nürnberg Georg Simon Ohm), das er noch während seiner aktiven Zeit als Spieler bei der SpVgg Greuther Fürth (1996 bis 1998) begonnen hatte, schloss er 2000 mit Diplom ab. Nach seiner aktiven Zeit erwarb er die A-Lizenz als Trainer und war von Januar 2001 bis Ende 2006 Geschäftsführer der fussballD21 GmbH, einem Projekt zur Jugendförderung, das von der Stiftung Jugendfußball ins Leben gerufen wurde. Vom 1. Oktober 2006 an war er bis April 2016 als Geschäftsführer des Jugend- und Amateurbereichs des 1. FC Nürnberg tätig. Zwischenzeitlich hatte er 2013 noch einmal die U 19 des Vereins trainiert.
Seit 2016 ist er Co-Trainer der deutschen Junioren-Nationalmannschaft. Zusammen mit Christian Wück, mit dem er bereits beim 1. FC Nürnberg zusammengespielt hat, begleitet er einen Jahrgang immer drei Jahre von der U15 bis U17.
Zur Saison 2017/18 übernahm er den Bayernliga-Absteiger 1. SC Feucht. Der direkte Wiederaufstieg scheiterte mit dem dritten Tabellenplatz knapp.
In der Saison 2018/19 übernahm Zietsch die zweite Mannschaft des Drittligisten Würzburger Kickers. Zur Saison 2019/20 wurde er Co-Trainer von Michael Schiele. Würzburg stieg am Ende der Saison als Vizemeister in die 2. Bundesliga auf. Zietsch einigte sich nach der Saison mit den Kickers auf eine Beendigung der Zusammenarbeit, um sich verstärkt auf seine Tätigkeit beim DFB zu konzentrieren.

## Erfolge
- Deutscher Meister: 1984 (mit dem VfB Stuttgart)
- UEFA-Pokal: Finalist 1989 (mit dem VfB Stuttgart)
- DFB-Pokal: Finalist 1986 (mit dem VfB Stuttgart)
- Aufstieg in die 2. Bundesliga: 1997 (mit Greuther Fürth)
- Zweiter der U-16-Europameisterschaft 1982

## Persönliches
Rainer Zietsch hat zwei Söhne (Marco, * 2000 und Nico, * 2004), die beide beim 1. FC Nürnberg in der zweiten Mannschaft, bzw. der Jugend unter Vertrag stehen. Er ist berufenes Mitglied der Deutschen Akademie für Fußball-Kultur.